# El Condado de Huelva
El Condado és una comarca situada a la província de Huelva, a Andalusia. Inclou els municipis d'Almonte, Beas, Bollullos Par del Condado, Bonares, Chucena, Escacena del Campo, Hinojos, La Palma del Condado, Lucena del Puerto, Manzanilla, Niebla, Paterna del Campo, Rociana del Condado, Trigueros, Villalba del Alcor i Villarrasa.
Limita a l'est amb la província de Sevilla i la província de Cadis, al sud amb l'oceà Atlàntic, a l'est amb la Comarca Metropolitana de Huelva i al nord amb El Andévalo i la Cuenca Minera. El precedent històric d'aquesta comarca és l'antic Comtat de Niebla, pertanyent a la Casa de Medina-Sidonia.